# Analyta
Analyta is een geslacht van vlinders van de familie van de grasmotten (Crambidae), uit de onderfamilie van de Spilomelinae. De wetenschappelijke naam en de beschrijving van dit geslacht zijn voor het eerst gepubliceerd in 1863 door Julius Lederer. 

## Soorten
- A. albicillalis Lederer, 1863
- A. apicalis (Hampson, 1896)
- A. beaulaincourti Rougeot, 1977
- A.  calligrammalis Mabille, 1879
- A. gammalis Viette, 1958
- A. heranicealis (Walker, 1859)
- A. nigriflavalis Hampson, 1913
- A. pervinca Ghesquière, 1942
- A. semantris Dyar, 1914
- A. vansomereni Tams, 1932